# Monique Thomassettie
 (décembre 2020).
Si vous disposez d'ouvrages ou d'articles de référence ou si vous connaissez des sites web de qualité traitant du thème abordé ici, merci de compléter l'article en donnant les références utiles à sa vérifiabilité et en les liant à la section « Notes et références ».
Monique Thomassettie est une écrivaine et peintre belge née à Bruxelles le 5 mars 1946

## Publications
- L'Ombre de Dieu (contes), Le Mât de Misaine, 1989
- Encres sympathiques (poèmes), Le Non-Dit, 1992
- Un Voyage ou Journal d'un peintre (contes), préface de Michel Joiret, Luce Wilquin, 1993
- De Blancs Oiseaux boivent la Lumière (poèmes), Le Non-Dit, 1994
- Feuilles mortes glissant dans l'eau claire (poèmes d'adolescence), Non-Dit, 1994
- Verbes-Oriflammes (textes et tableaux), préface de Luc Norin, Luce Wilquin, 1995
- Le Maître d'Or (roman épistolaire), Luce Wilquin, 1996
- Triptyque (poèmes), Luce Wilquin, 1997. Premier volet : L’Ange Diagonale, traduit en croate par Tomislav Dretar sous le titre Dijagonala-Andjeo, Mode Est-ouest, 2000.
- Les Seins de lune (contes), Luce Wilquin, 1998
- Dieu sur le pont (nouvelle), Chouette Province, 1999
- La Grâce (poèmes), Caractères, 1999
- Triptyque théâtral :
  - Le Mystère de Sonia D'Ombrelaine, introduction de Jacques De Decker, Caractères, 2000
  - D'Oracles, Caractères, 2000
  - Foyer, Caractères, 2000
- La portée d'exil (roman épistolaire), Lux, 2001
- Variations pour songe sur un insaisissable absolu (poèmes), Maison de la Poésie d'Amay, 2002
- Originaël (théâtre), Caractères, 2003
- Plein cintre d'arc-en-ciel (poèmes), La Page, 2004
- La Source d'incandescence (conte), La Page, 2004
- La Musique promise (conte), Eole, 2004
- L'infrangible vision (poèmes), Eole, 2005
- Au tendre matin d'une éternité (conte), Eole, 2005
- Printemps cosmique (dialogue), Bibliothèque BELA, , 2004
- Miracle ! (théâtre), Bibliothèque BELA, 2005
- La Source raphaëlle (récit), Eole, 2006
- Retrouvaille (roman), Eole, 2006
- L'âme dénouée (contes), Eole, 2006
- Un cœur symphonique (conte), Bibliothèque BELA, 2006
- La source est mère d'océan (poèmes), Les Elytres, 2006
- Une Suite mouvante (nouvelle), Ville de Mons, 2007
- Une Guide joyeuse (nouvelle), CD du Rotary Club de Soignies, 2007
- Les doigts de chèvrefeuille de la nuit (poésie), M.E.O., , 2007
- Mon beau Cygne perlé (conte), Chloé des Lys, 2007
- L'Opéra sidéral (trois contes fantasques), M o n é v e i L, 2008
- T l i m i a s l o (nouvelles), M.E.O., 2008
- À l'entrelacement de ma Tempérance (poèmes), M o n é v e i L, 2008
- L'Opéra sidéral (trois contes fantasques), M o n é v e i L, 2008
- Salve Regina, (théâtre) M o n é v e i L, 2009
- Le fruit d'Éden, c'est une bonté divine poussée sur un arbre humaniste au bout d'un souple bras (roman serpentuel, philosophique et philopsychique), M o n é v e i L, 2009
- Nom de Déesse (nouvelles), M o n é v e i L, 2009
- L'aïeule montagne et l'enfance de la vallée, poème accompagné de dessins, M.E.O., 2010
- Mes bouteilles à la mer contenaient des tempêtes, (poèmes accompagnés de 3 reproductions de tableaux en couleurs), M.E.O., 2011
- Moments d'une Psyché, (dessins et peintures en noir et blanc, accompagnés de textes et d'une interview), M.E.O., 2011
- Un arpège de paix (fables et poèmes), M o n é v e i L, 2011
- Un point de sonorité suivi de Un passage palpite (poèmes et 8 œuvres plastiques en couleurs et N&B), M o n é v e i L, 2011
- Enjambées (poèmes et 7 reproductions de tableaux en couleurs), M .E.O., 2012
- Vertige ascendant (poèmes et 8 reproductions de tableaux en couleurs), M .E.O., 2012
- Tour d'Atmos suivi de Histoire sans mots (œuvre au transparent – parabole), M o n é v e i L, 2012
- Au rythme d'un équilibre ou Ma force onirique (poésie et 14 œuvres plastiques en couleurs), M .E.O., 2013
- La pierre s'ouvre, libère le replié (mélange et 9 œuvres plastiques en couleurs ou N&B + une de Véronique Adam, fille de l'auteur), M .E.O., 2013
- Intuition Tome I (Mélange), M o n é v e i L, 2014
- Mes intimismes (mélange ouvert à deux battants), M .E.O., 2014
- Entre-Musiques (poésie), M .E.O., 2014
- De Blancs Oiseaux boivent la Lumière (poèmes), réédition, M.E.O., 2015
- Vogue la Terre ? Vogue le Monde ? (poésie), M.E.O., 2015
- Intuition Tome II (Mélange), M o n é v e i L, 2015
- Intuition Tome III (Mélange), M o n é v e i L, 2015
- Encres sympathiques (poèmes), réédition, M.E.O., 2016
- Intuition Tome IV (Mélange), M o n é v e i L, 2016
- Intuition Tome V (Mélange), M o n é v e i L, 2016
- Intuition Tome VI (Mélange), M o n é v e i L, 2017
- Intuition Tome VII (Mélange), M o n é v e i L, 2018
- Une eau faite chair (poèmes), M o n é v e i L, 2018

## Critiques, extraits
« L'œuvre de Monique Thomassettie trace des voies multiples, étranges, errantes. Elle nous conduit constamment là où nous n'avions guère l'habitude d'aller. L'artiste va, elle se perd. Elle nous perd. Mais cette forme de deuil nous est nécessaire parce qu'elle nous apprend, précisément, à survivre (...). Elle nous fait dériver de l'imaginaire au symbolique » (Jean-Luc Dubart, Dossier L n° 53 du S.L.L., 1998).
« Monique Thomassettie est (...) à la poursuite de ce qui fait notre univers, notre destin dans leur imprenable portée. (...) Cette artiste est à la tête, aujourd’hui, d’une vingtaine de livres où théâtre, poésie, roman, conte, nouvelle composent depuis 1989 une fresque de réflexion, d’image, de pensée dont la circonférence et le centre sont partout, et dont les axes se retrouvent sous toutes les formes » (Luc Norin, La Libre Belgique du 27 août 2004).